# کارنتسین
کارنتسین (به آلمانی: Karrenzin) یک شهر در آلمان است که در لودویگسلوست-پارشیم واقع شده‌است. کارنتسین ۶۵۷ نفر جمعیت دارد.